# Edenhausen (Krumbach)
Edenhausen ist ein Stadtteil von Krumbach (Schwaben) mit 391 Einwohnern. Das Dorf liegt ungefähr 3,5 Kilometer östlich von Krumbach im Tal des Haselbachs an der von Krumbach nach Augsburg führenden Bundesstraße 300. Bis zum Anfang der 1990er Jahre führte die Bundesstraße durch den Ort, heute hat Edenhausen eine Umgehung.

## Geschichte
Edenhausen wurde unter dem Namen „Husen“ erstmals um das Jahr 1120 erwähnt. Das Gebiet um Edenhausen gehörte dem Deutschen Kaiser und war an Degenhard von Hellerstein als Lehen vergeben. Im Jahr 1179 verkaufte dieser den Ort für 100 Mark Silber an das Prämonstratenserkloster Ursberg. Von diesem Zeitpunkt bis zur Säkularisation im Jahr 1803 gehörte Edenhausen zum Gebiet des Klosters Ursberg. In diesem Zeitraum von 1179 bis 1803 wurde Edenhausen als Eigenbesitzung niemals verpfändet oder verkauft. Im Dreißigjährigen Krieg wurde Edenhausen fast gänzlich entvölkert. Seit 1803 gehört das Dorf zu Bayern.

Am 1. Januar 1973 kam die bis dahin selbständige Gemeinde Edenhausen, zu der das Krumbad gehörte, im Rahmen der Gebietsreform zur Stadt Krumbach.

## Bauwerke
- Pfarrkirche St. Thomas von Canterbury

## Sonstiges
- Bei Edenhausen gibt es im Haselbach ein Vorkommen der geschützten Bachmuschel (Unio Crassus).[6]
- Im Nordosten des Ortes in der Nähe des Friedhofs gibt es eine Lourdes-Grotte, die im Jahr 1923 erbaut wurde. Die Grotte entstand aufgrund eines Gelübdes eines Edenhauser Bürgers. Dieser baute die Grotte, nachdem alle seiner fünf Söhne heil aus dem Ersten Weltkrieg heimkehrten.[7]
- In den 1960er Jahren lebte Conrad Schumann, der durch das Foto[8] von seiner Flucht aus der DDR weltweit bekannt wurde, einige Jahre in Edenhausen.[9]

## Persönlichkeiten
- Johann Pankraz Kober (1796–1832), Freskenmaler